# Ennoblecimiento

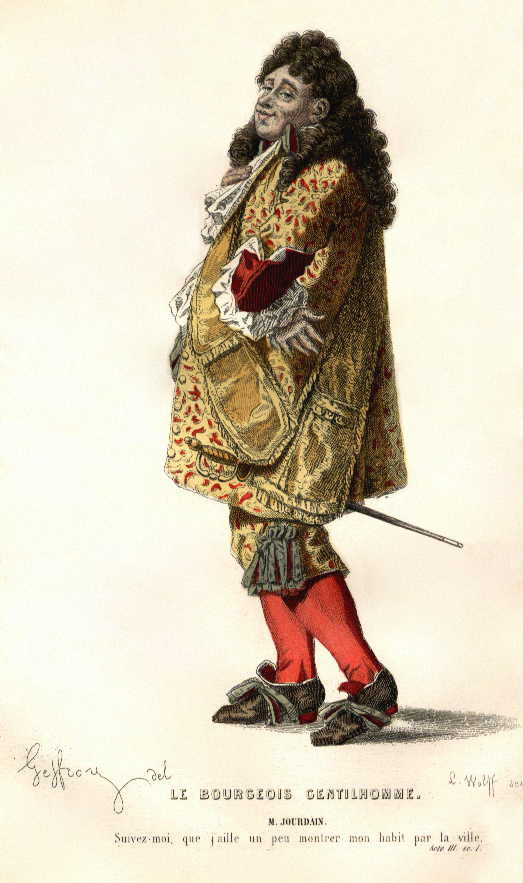
Le Bourgeois gentilhomme ("el burgués geltilhombre" Molière, 1670) es una sátira contra las pretensiones de ennoblecimiento, similar a otras descripciones literarias de nuevos ricos que pueden remontarse al Trimalción de Petronio y continuarse con el Torquemada de Galdós.

Ennoblecimiento es el acto formal de promoción de una persona por la voluntad de un soberano, provocando un cambio de estamento o estado social en él, confiriéndole la condición de nobleza. Es una de las formas de reconocimiento que un Estado puede utilizar para honrar a uno de sus ciudadanos.
La práctica del ennoblecimiento es distinta en cada época y lugar, y no existe en todos los países.
Debe diferenciarse el ennoblecimiento de la agregación a la nobleza, que es el modo de acceso a la nobleza propio del Antiguo Régimen y que desaparece en la Edad Contemporánea. De una manera general, se confiere la nobleza incorporando a un plebeyo al seno de la caballería. Con la pérdida de influencia de esta categoría social en el seno de la nobleza hereditaria desde finales de la Edad Media, las ceremonias de vasallaje (el homenaje, el espaldarazo) dejaron de ser el momento inicial de inserción en la nobleza; coincidiendo con el prolongado proceso de decadencia de la función militar de la institución nobiliaria.
En De la démocratie en Amérique, Alexis de Tocqueville ilustraba la progresión histórica de la igualdad social subrayando que le premier anoblissement a lieu en 1270, et l’égalité s’introduit enfin dans le gouvernement par l’aristocratie elle-même ("el primer ennoblecimiento tuvo lugar en 1270, y la igualdad se introdujo finalmente en el gobierno por la misma aristocracia").
En el Antiguo Régimen fue frecuente la posibilidad de que determinados miembros enriquecidos de la burguesía accedieran a la nobleza, bien a través de matrimonios "desiguales" (que teóricamente no implicaban la adquisición de la nobleza al contrayente plebeyo e incluso a sus hijos, pero que, en la práctica sí lo terminaban consiguiendo) bien a través de la venalidad de los cargos (venta de títulos en los que el "servicio" merecedor de honor es algo tan vital para la monarquía de esa época como lo podían haber sido las aportaciones militares de los nobles medievales).
Ya en la Edad Contemporánea, el protagonismo de la burguesía en la Revolución industrial condujo a un fuerte enriquecimiento económico de esta clase social. Para mantener su ascendiente político, los reyes ennoblecieron a ciertos industriales; como ocurrió por ejemplo en la España de la Restauración (finales del siglo XIX y comienzos del XX).

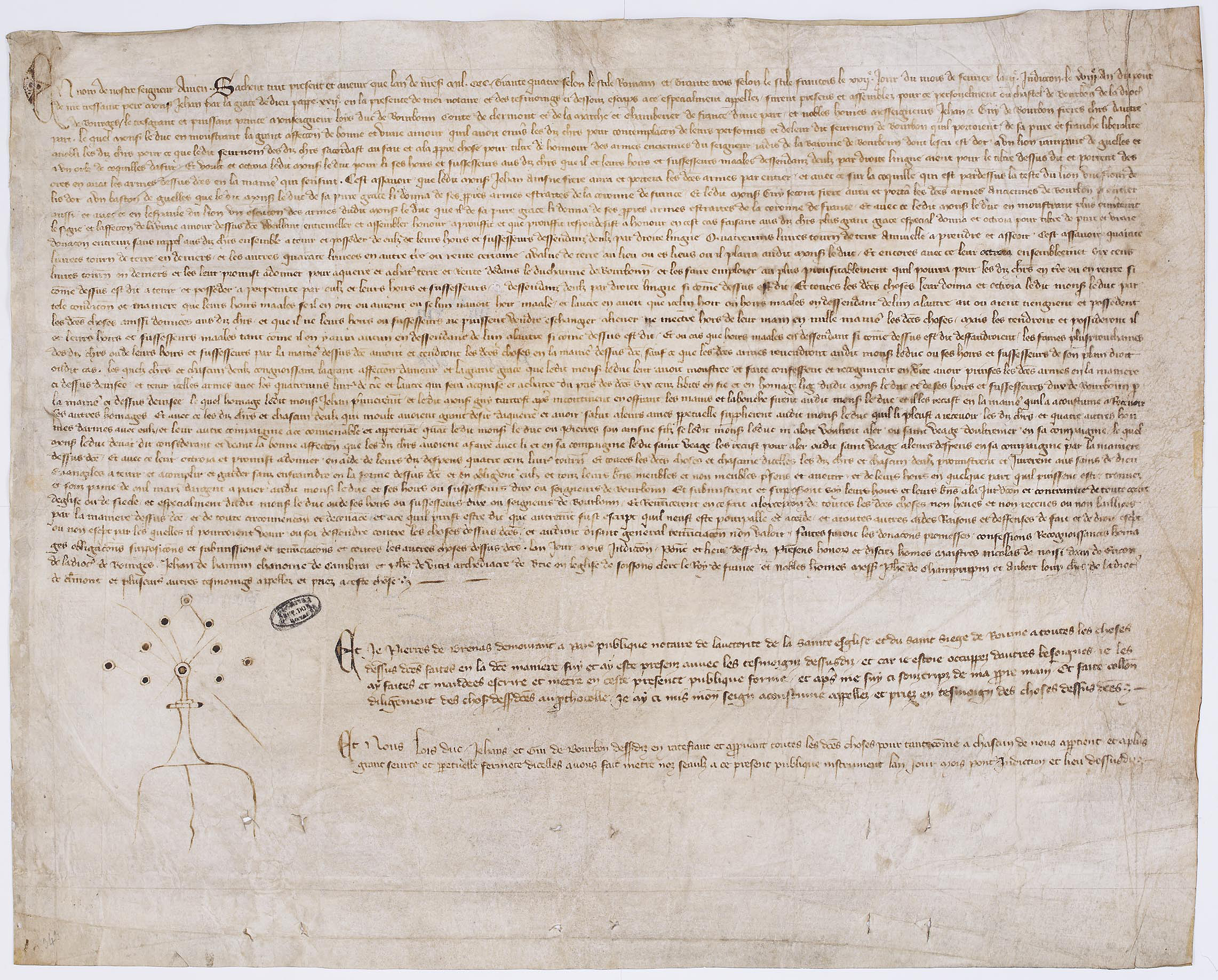
Acta por la que el duque Luis I de Borbón ennoblece y otorga escudos de armas a dos caballeros, 22 de febrero de 1334.
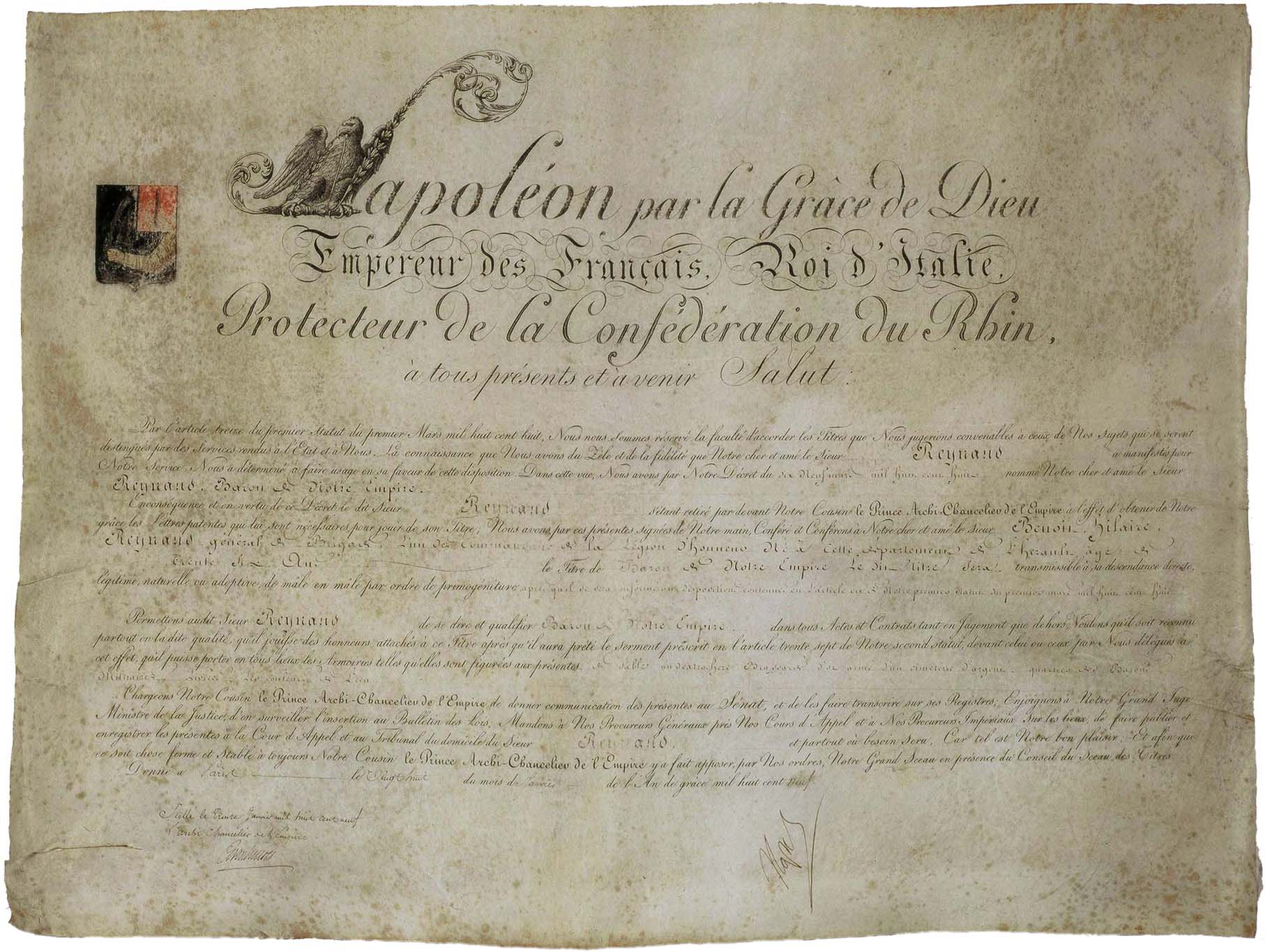
Lettres d'anoblissement de Hilaire Benoît Reynaud por el emperador Napoléon Bonaparte, 1808.

## Antigua Roma y Tardoantigüedad
La nobilitas romana surgió de la secular pugna entre patricios y plebeyos. Junto con un riguroso cursus honorum que determinaba el sucesivo desempeño de las magistraturas, se establecieron dos ordines (de ordo, cada una de las filas de la formación en el ejército): el ordo senatorius u ordo amplissimus (las familias que tenían derecho a ocupar puestos en el Senado romano) y el ordo equester u ordo splendidissimus (los equites -"caballeros"-, término de significado equivalente al término griego ἱππεῖς hippeis -en la timocracia soloniana, eran el segundo de los rangos, tras los pentacosiomedimnoi y por delante de los zeugitae y los thetes-). Especialmente durante los últimos siglos de la República, no sólo el "claro" origen de los optimates (término de significado equivalente al griego ἄριστοι aristoi) permitía acceder a altos honores y dignidades, que se abrieron a homines novi ("hombres nuevos") de "oscuro" origen. Era función del censor la adscripción de unos u otros a los distintos rangos en los comicios e incluso la composición del Senado (lectio senatus). Los emperadores asumieron las trascendentes funciones de esta magistratura.
Adlectio era la concesión a un ciudadano romano del derecho a entrar en un collegium fuera de las reglas ordinarias; la adlectio al Senado fue instituida por el emperador Claudio en el año 48. En el siglo anterior, tras su conquista de las Galias, Julio César había concedido la dignidad senatorial a ciertos nobles galos "semibárbaros", y a muchos más el acceso a la ciudadanía romana, todo ello en contravención y "desprecio de las leyes y costumbres patrias", lo que para sus enemigos era un abuso de poder que justificaba su asesinato como un tiranicidio. Antes incluso, el primer personaje no nacido en la península itálica que accedió a los honores consulares y senatoriales fue el gaditano Lucio Cornelio Balbo el Mayor.

Septimio Severo se sentía más a gusto entre soldados y caballeros que en el ambiente senatorio, siempre apegado a la conservación de sus privilegios, ya por tendencia reaccionaria, ya por espíritu de cuerpo. Ni el ennoblecimiento por el emperador de jóvenes, a quienes concedía el laticlavio antes de su ingreso efectivo en el cursus, ni la apertura del Senado, mediante la adlectio de hombres maduros y experimentados, fueron de suerte que facilitasen las relaciones con los senadores preexistentes. Los laticlavii, senadores con carácter honorífico, procedían sobre todo de los ambientes de los notables municipales; los adlecti, nuevos clarissimi, procedían más bien del ambiente ecuestre procuratorio. Y estos nuevos senadores, en su mayor parte originarios de las provincias africanas y orientales, eran los que accedían a los cargos más importantes de la administración. Así se instaló una nueva clase dirigente que asumió rápidamente la dirección tanto de los asuntos militares cuanto de los civiles, con carreras que mostraron clara tendencia a la especialización.

- Amplissimi

La existencia de una rica y poderosa nobleza en Roma no era nada nuevo, se remontaba a las tempranas épocas de la república y continuó durante la era imperial. Las generaciones se sucedían unas a otras, la riqueza y las magistraturas se acumulaban, construyendo simultáneamente el poder y el prestigio de estas grandes gentes (gens). Por supuesto, ciertas familias desaparecían, pero otras las reemplazaban. Estas familias, cuya expresión política era el Senado, encarnaban los valores de su medio: cultura, modo de vida opulento, el ejercicio de los altos cargos y los ritos religiosos. Como repositorio de las tradiciones ancestrales, el mos maiorum, eran conservadoras por naturaleza. Ninguna otra categoría social de Roma era tan consciente de su propia valía ni inspiraba tanta deferencia. Para Symmachus, el orden más sagrado, el de los amplissimi o más distinguidos, no era otra cosa que la élite de la humanidad. Para Prudencio, no era nada menos que la más pura luz del mundo.A finales del siglo III se introdujeron algunas innovaciones. Los senadores fueron relevados de todo mando militar y los emperadores se distanciaron de la ciudad de Roma, en la que raramente residían. No obstante, la reforma de la administración llevada a cabo por Constantino en la primera mitad del siglo IV proporcionó un nuevo escenario para sus ambiciones en los más altos puestos del gobierno, tanto palatino como provincial. Más aún, los nobles romanos vieron cómo (...) la cristianización, que antes se veía como extraña al mos maiorum, no debilitó su cohesión como poderoso grupo social. Prueba de ello es que resistieran sin demasiados daños los sucesivos saqueos de su ciudad y, ya en el siglo VI, la dominación ostrogoda.

Cuando se asume la toga virilis con su banda ancha, el hijo de un senador entra como es debido en el amplissimus ordo. A otros jóvenes César garantizó el latus clavus, bien inmediatamente (antes de las magistraturas menores y el tribunado militar) o justo antes del cuestorado. El primer senador de una familia tiende a disimular el cambio de estatus. En algunos casos se especifica, como el de Quinctilius Maximus por Nerva. Queda ilustrado por la opción negativa, ya que la dignitas senatoria podía ser descartada o se podía rehusar asumirla. Así Valerius Macedo declinó cuando Adriano le ofreció latum clavum cum qaestura. Algunos homines novi accedieron al cuestorado desde el servicio ecuestre. Su adquisición del latus clavus podía haberse expresado mediante la perífrasis adlectus in amplissimum ordinem. Así Ti. Claudius Quartinus tras un tribunado en la legión III Cirenaica. En la mayoría de los casos el cuestorado seguía inmediatamente a puestos militares, sin explicación. Así Aemilius Arcanus de Narbo, tras tres tribunados, y también tras todas las magistraturas locales. Algunos de aquellos equites promocionados llegaron a cuestores muy por encima de la edad normal. Un sorprendente y peculiar ejemplo es Statius Priscus: tras cinco cargos militares y una procuraduría. En agudo contraste están las adlectio al rango en el Senado. Las admisiones fueron llevadas a cabo por los Césares como censores (Claudio y Vespasiano), por poderes censoriales (Domiciano), o por prerrogativa imperial (los últimos gobernantes). Por este procedimiento, funcionarios, procuradores o dignidades locales, entraron en el Senado sin haber pertenecido previamente al amplissimus ordo.

El título de clarissimi que conllevaba la dignidad senatorial, se dividió en el Bajo Imperio en tres categorías: la de vir clarissimus ("hombre famoso", "de claro origen") la de spectabiles o vir spectabilis ("hombre admirable", "espectacular") y la de illustres o vir illustris ("hombre ilustre", "brillante", "distinguido").
No debe confundirse la condición de los nobiles (generalizable a todos los miembros de la aristocracia romana) con la de nobilissimus o nobelissimus (νωβελίσσιμος limitada a ciertos personajes muy cercanos al emperador, en el Bajo imperio y la época bizantina).
- Honestiores y humiliores[22]
- Officium palatinum
- Comes ("conde") y comitatus ("séquito")
- Maiores o seniores gothorum

## Fons honorum
Durante la Alta Edad Media surgen en Europa occidental los caballeros como una institución social a la que acceden los guerreros capaces de mantener el costoso equipamiento militar que exige la caballería pesada; en virtud de su característica definitoria, la subinfeudación, en el feudalismo era práctica común de los jefes militares conferir la condición de caballero a sus mejores hombres de armas, quienes a su vez podrían conferir la misma condición a otros, una vez que alcanzaran una similar posición de mando. Durante la mayor parte de la Edad Media, fue posible para los particulares crear órdenes de caballería. La más antigua de las todavía existentes, la Soberana Orden de Malta, se formó así, como una institución privada que más tarde recibió la sanción oficial de Iglesia y Estado.
El siglo XIII fue el momento en que los monarcas, comenzando en 1231 por el rey de Sicilia Federico II Hohenstaufen (que al tiempo era Emperador), reclamaron para sí el derecho de fons honorum como prerrogativa regia, abrogándose gradualmente el derecho de los caballeros a elevar a sus escuderos a la caballería. Con la decadencia del feudalismo y el surgimiento del Estado-nación o Estado moderno, las órdenes de caballería, junto con los títulos de nobleza, pasaron a ser dominio de los monarcas (o jefes de Estado) como medio de recompensar a sus más leales súbditos (o ciudadanos), convirtiéndose así en las "fuentes de honor" de sus Estados.
En la opinión de muchos caballeros este proceso era una intrusión en su independencia. El antropólogo social británico Julian Pitt-Rivers indicó que while the sovereign is the 'fount of honour' in one sense, he is also the enemy of honour in another, since he claims to arbitrate in regard to it ("mientras que, en un sentido, el soberano es 'fuente de honor', en otro es el enemigo del honor, desde el momento en que reclama arbitrarlo"). A comienzos del siglo XIII, el anónimo autor de L'Histoire de Guillaume le Marechal, (una biografía en verso de Guillermo el Mariscal, que logró la fama de haber sido "el más grande caballero") se queja de que en sus días "el espíritu de la caballería ha sido encarcelado" y de que "la vida del caballero andante ha sido reducida a la del litigante en corte".
- Rey de armas

## Traición de la burguesía
Fernand Braudel, ante el espectáculo que ofrecía esta oligarquía nobiliar urbana, no pudo por menos que denominar su evolución temporal como "la traición de la burguesía". Se trataba de un proceso por el cual los beneficios mercantiles eran invertidos en propiedades rurales que otorgaban prestigio social y posibilitaban el ennoblecimiento.

## España
En España, donde la expresión "venir de godos" representa la pretensión de nobleza inmemorial; a la nobleza antigua o vieja nobleza (la que se estableció en los reinos cristianos peninsulares desde el comienzo de la Reconquista hasta la crisis del siglo XIV) se superpuso con la dinastía Trastamara la llamada nobleza nueva o nueva nobleza (la de las mercedes enriqueñas, a la que se añadía la posición social cada vez más prestigiosa que alcanzaron el patriciado urbano y los letrados), con los Austrias la "nobleza novísima" (siglos XVI y XVII), y con los Borbones la "nobleza de servicio" (desde el siglo XVIII).

... con el Estado borbónico se abrieron unas oportunidades en el ámbito de la administración, al menos para una elite hidalga, desconocidas o mucho más reducidas en el periodo anterior, cuando aquella era controlada por la alta nobleza. Felipe V se valió, por tanto, de una nueva nobleza titulada de servicio, creada ex novo en beneficio del poder real y deudora por completo de su soberano, que quedó estrechamente vinculada a él desde el mismo momento en que sus integrantes recibieron un título nobliliario. Esta nueva nobleza, progresivamente desplazaría a la vieja aristocracia que hasta el momento había detentado el poder y había ocupado los puestos más relevantes de la monarquía. Así, concediendo nuevos títulos nobliarios, el monarca lograba un doble fin:primero, remunerar los servicios prestados y, segundo, fidelizar a los grupos de poder que podían serle útiles para su gobierno, tales como los cuadros medios de la administración, la justicia y el ejército, los hombres de negocios, y las oligarquías locales, grupos todos ellos que, desde entonces, no dudaron en servir al monarca para recibir nuevas recompensas en forma de cargos y honores que mejoraran aún más su posición social.... La guerra de Sucesión y el acceso al trono de un nuevo monarca supusieron una oportunidad excepcional para distinguirse al servicio real, mostrar fidelidad al nuevo rey, y ser recompensado por ello con toda clase de mercedes, pues favoreció la creación de una nueva nobleza adiestrada según sus necesidades, que aseguró el funcionamiento de las instituciones administrativas reformadas o implantadas desde entonces. Tras el cambio dinástico se produjo una importante renovación de las élites gobernantes y la creación de una nueva nobleza titulada de servicio, que desplazó a la alta aristocracia castellana que hasta el momento había controlado los cargos de gobierno. De los 184 títulos nobiliarios concedidos por Felipe V en atención a méritos y servicios... algunos de ellos, exactamente 43, fueron otorgados por unos "méritos o servicios" que, o bien desconocemos, o bien, a nuestro juicio, resultan claramente insuficientes como para haber sido recompensados con tan altos honores.... a la luz del perfil de los titulados, de su trayectoria, y de algunos ejemplos concretos, podemos afirmar que el capital económico y relacional -más trascendente, si cabe, este último que aquel- fueron los principales motivos... Quienes obtuvieron un título nobiliario a cambio de un servicio pecuniario intentaron, en la medida de lo posible, "silenciar" y ocultar la presencia del dinero en la documentación relativa a la creación del título, es decir, tanto en los decretos de creación como en los despachos de nombramiento. Es por ello que hay una serie de títulos, 26 de los 43 mencionados, que aunque aparentemente no fueron venales, presentan múltiples indicios que revalan una más que probable compra.

- Órdenes militares españolas
- Presura (aprisio)
- Caballería villana
- Ricahombría o baronía (en Aragón pretendían descender de los doce "ricoshombres de Aínsa", a los que se añadieron los "ricoshombres de mesnada" en tiempos de Jaime I)[42]
- Caballeros (Aragón) (nobleza intermedia entre los ricohombres y los infanzones; junto con éstos tenían representación propia -"brazo"- en las Cortes de Aragón; ser caballero noble implicaba haberse sometido a una investidura formal, pero existía también una caballería popular en las zonas de frontera, equivalente a la caballería villana de Castilla, y que no conllevaba la condición nobiliaria más que parcialmente -exención de impuestos-)[43]
- Infanzones, ermunios o "francos de carta" (condición de la baja nobleza en Aragón, equiparable al concepto de hidalgo)[44]
- Donadío o repartimiento
- Grandeza de España
- Ciudadanos honrados
- Veinticuatría
- Señorío
- Padre comerciante, hijo caballero, nieto pordiosero.[45] También se da con otras variantes: "padre estanciero", o "minero", o "trajinero", o "bodeguero", o "arriero".

La condición esencial y más básica de nobleza, la hidalguía (ser "hidalgo" o "hijodalgo" -etimológicamente, "hijo de algo"-) se heredaba (hidalgos de sangre -"de cuatro costados" si lo eran los cuatro abuelos-) o se podía alcanzar a través de muy distintos procedimientos, incluida una proeza viril: los hidalgos de bragueta eran los que adquirían tal derecho por haber tenido en legítimo matrimonio siete hijos varones consecutivos, sin ninguna hembra entre ellos. Se distinguía la condición de los hidalgos solariegos, los hidalgos notorios, los hidalgos de privilegio ("por compra o merced real") y los hidalgos de ejecutoria, que "a diferencia del hidalgo de privilegio" "ha[n] litigado su hidalguía y probado ser hidalgo[s] de sangre"; obteniendo así una carta ejecutoria de hidalguía (ejecutoria de hidalguía o carta ejecutoria), carta de nobleza o "documento que los diferentes tribunales de las Chancillerías expiden a petición de parte, como garantía de sus derechos y cuyo contenido esencial es la sentencia o sentencias que los correspondientes jueces han dado en el proceso" (pleito de hidalguía ante la Sala de los Hijosdalgo de las Chancillerías de Valladolid y Granada).
- Estatutos de limpieza de sangre
- Nobleza de España (redirige a "títulos reales y nobiliarios de España")
- Feudalismo en España
- Antiguo Régimen en España

### América española
Los españoles que migraban a América pretendían regirse por las normas, valores, etc., existentes en la península, mostrando especial interés por su acceso a la nobleza. En España se llegaba a la nobleza por herencia, por riqueza, por méritos guerreros o por concesión regia. Sin embargo, el orden jurídico e institucional era relativamente poco significativo para la constitución social de la nobleza americana, ya que... la restrictiva política nobiliaria de la Corona española, previno el surgimiento de un estamento amplio y poderoso de nobles americanos. Las fronteras entre el estamento nobiliario y el estado llano se situaban en la hidalguía, aspecto del que alardeaba todo aquel que aspirara al desempeño de determinados cargos públicos o al ingreso en ciertas corporaciones. Sin embargo, el concepto de hidalguía era demasiado ambiguo. El estamento nobiliario americano se configuró durante un largo proceso ya que, debido a las restricciones en el siglo XVI, el número de americanos que obtuvieron hábitos militares y títulos nobiliarios, fue pequeño. En el siglo XVII, la situación cambió, porque se vendieron hidalguías, oficios públicos, certificados de limpieza de sangre, legalización de títulos de propiedad de origen dudoso, títulos de nobleza y hábitos de caballería. Los hábitos resultaban particularmente codicados por cuanto su investidura entrañaba un reconocimiento impícito de nobleza; y en el caso de título su otorgamiento suponía la culminación suprema.

En fecha tan tardía como 1792, Aranda promovió la fundación en Granada de un Real Colegio de nobles americanos que debía admitir hijos de españoles americanos, mestizos y "descendientes de caciques e indios de buenos ancestros". Allí se prepararían para servir al monarca. La nueva institución, cercana a la Corte en Madrid, les daría las oportunidades de lograr beneficios y empleos que en centurias anteriores la distancia a ella -que no su "despejado ingenio"- les habían hurtado.

## Francia
La nobleza francesa se desarrolla a partir del establecimiento sobre la Galia romana del reino de los francos en la época merovingia y de la Francia occidentalis tras la descomposición del Imperio carolingio; estableciéndose la nobleza de sangre junto con la heredabilidad de los feudos. En la sociedad feudal de estamentos que se constituye desde entonces, la familia era la unidad crucial, compuesta por las transmisiones hereditarias de propiedad y autoridad. Se describía con la expresión latina consanguinei mei ("los de mi sangre"), pero no por ello se limitaba a los parentescos consanguíneos, cambiando su estructura y concepto a lo largo de la Edad Media. Los parientes más cercanos eran tanto los mejores aliados como los peores enemigos.
Con el Antiguo Régimen en Francia se establecieron diversas categorías nobiliarias relativas a la forma con la que se había accedido a tal condición.
- Nobleza de espada (noblesse d'épée), identificada con la nobleza anciana o antigua (noblesse ancienne) y la nobleza de raza o de familia (noblesse de race).[52]
- Nobleza de toga (noblesse de robe), conferida por la adquisición venal de un cargo público.
- Nobleza de cancillería (noblesse de chancellerie), vinculada a ciertos altos cargos cercanos a la persona del rey.[52]
- Nobleza de patente (noblesse de lettres, por las lettres patentes -"patente real"-)[52] Ejemplo de lettre d'anoblissement son las que se concedieron en 1429 a Juana de Arco y su familia (el humilde origen campesino de la "doncella" era parte de su significado como personaje).[53] Las primeras conocidas fueron libradas por Felipe III de Francia a su argentier Raoul y a su barbier Pierre Labrosse, en 1271. Desde 1339 las lettres debían ser visadas por la Chambre des comptes, y posteriormente registradas en el Parlamento de París y la Cour des aides.[54]
- Nobleza militar (noblesse militaire, no debe confundirse con la nobleza de espada)[52]
- Nobleza de campana (noblesse de cloche), concedida desde 1372 a los cargos municipales de Poitiers, La Rochelle, Toulouse, Niort, Tours, Paris, Bourges, Angers, Arras, Saint-Jean-d'Angély, Le Mans, Angoulême, Nantes, Lyon, Issoudun y Cognac.[55]
- Nobleza de extracción (noblesse d'extraction)[56]
- Nobleza gradual o nobleza de grado (noblesse graduelle), asociada a ciertos grados, como el de doctor en Derecho por Aviñón; o la que no puede adquirirse hasta un cierto plazo, o el cumplimiento de un oficio por dos o tres grados de personas, por oposición a la nobleza actual (noblesse actuelle), la plenamente adquirida.[57]
- Bourgeois honorés de Perpignan (en la Corona de Aragón se utilizaba la expresión ciudadanos honrados). Condición registrada desde 1449 a ciertas familias, inscritas en la matrícula de "burgueses" (bourgeois) de la ciudad de Perpiñán; su nobleza recibió el reconocimiento de los reyes en 1702 y 1785.
- Nobleza de apariencia y falsa nobleza (noblesse d'apparence y fausse noblesse)[58]

En Normandía, entre 1470 y 1556, la posesión de uno de los llamados francs-fiefs ("feudos francos" o "libres") por un "señor" "no noble", con derechos de justicia señorial, le garantizaba la agregación a la nobleza. Diversas ordenanzas mantenían bajo vigilancia a estas familias a fin de que su modo de vida nobiliario estuviera bien atestiguado, hasta la suppresión de tal ordenanza.
Se concedió la nobleza a los doce asociados de la Compañía de la Nueva Francia (1627-1663).
La preocupación de la monarquía absoluta por las consecuencias fiscales y sociales de la inflación de la condición condición nobiliaria llevó a Luis XIV a encargar a Colbert la Grande enquête sur la noblesse ("gran encuesta sobre la nobleza" 1666-1727).
Tras la Revolución, Napoleón Bonaparte instituyó la nobleza imperial francesa (Noblesse d'Empire).

### América francesa
Dos tipos de nobleza parecen haber coexistido en las colonias francesas en América: una vieja nobleza con propiedades territoriales en Francia que secundariamente se extendía a las colonias, y una nobleza propiamente colonial que más que en la propiedad territorial (que también poseía) se basaba en el servicio, a través de la redes patrón-cliente de la Marina. Pocos nobles había fuera de los empleados en el servicio real, mientras que plebeyos o nobles de bajo rango ocupaban los puestos más destacados. Las autoridades se aseguraron de que en ninguna parte del Imperio ultramarino se asentara un poderoso estamento noble: el estatus nobiliario se restringió en Nueva Francia a partir de 1689 y se prohibió en las Îles du Vent desde 1730, mientras que la situación no está tan clara para la Luisiana.

## Inglaterra
La nobleza inglesa (posteriormente nobleza británica o del Reino Unido) se estableció a partir de la conquista normanda de Inglaterra (1066), que supuso el reparto de tierras y jurisdicciones a los nobles normandos sobre un territorio antes controlado por los nobles anglo-sajones. El peerage (sistema de pares) es el vestigio de la costumbre de los reyes de Inglaterra, a partir de los siglos XII y XIII, de convocar al Parlamento inglés a los barones más ricos junto con los altos clérigos y los representantes del común de las ciudades. Tal privilegio dependía de la riqueza de las baronías elegidas. A finales del siglo XIV esos titles ("títulos" o "derechos") comenzaron a garantizarse por decreto, y a heredarse bajo el sistema de la primogenitura masculina; generalizándose simultáneamente los usos del denominado "feudalismo bastardo". Los miembros de la Cámara de los Lores continuaron siendo los primogénitos de estas familias hasta 1867, en que se volvieron a crear puestos no hereditarios (los llamados Law Lords), sistema generalizado desde 1958.
La condición social de la gentry (la nobleza media e inferior), es la del baronet, knight ("caballero"), esquire ("escudero") y gentleman ("gentilhombre"). La landed gentry ("nobleza territorial") disponía de family seat (concepto similar al castellano "solar del linaje").
El elitismo de las instituciones británicas no impedía el acceso de los comunes, pero sí mantenía formas de discriminación como la que podría estar en el origen del término snob (se ha propuesto que se originó por acócope de la expresión Sine NOBilitate -"sin nobleza"-).

### América inglesa
Aunque en las Trece Colonias no existía como tal un estamento nobiliario, la llamada Chesapeake gentry (gentry de la bahía de Chesapeake) pretendió construir una suerte de nobleza británica en esa amplia zona, y tras la la independencia estuvo en el origen de la American gentry que, aun sin ser nominalmente una nobleza, dominó las plantaciones en el Sur de Estados Unidos con un "modo de vida" explícitamente aristocrático.
La pretensión aristocrática siguió presente en la high society estadounidense de finales del siglo XIX y comienzos del siglo XX, produciéndose enlaces "desiguales" con la nobleza europea necesitada de dinero.

## Alemania
En la nobleza alemana se diferencia la uradel o "antigua nobleza", que presuntamente sería la nobleza inmemorial originada en la clase dirigente de los pueblos germánicos durante las invasiones o "migraciones" (Völkerwanderung); de la briefadel o "nobleza por patente", cuyo ennoblecimiento se registra en época moderna, siendo el primer documento de este tipo la patente o carta de nobleza (adelsbrief) concedida el 30 de septiembre de 1360 para Wycker Frosch de Maguncia. Términos similares se utilizan en los países escandinavos.

## Italia
Superpuesta a la continuidad de la nobleza tardorromana y la papal, se fue estableciendo la nobleza germánica, vinculada en cada caso a los ostrogodos, los longobardos, los carolingios, los otónidas y sucesivos emperadores del Sacro Imperio Romano Germánico (los gibelinos frente a los güelfos). En el Sur (Nápoles y Sicilia), la nobleza normanda y aragonesa. En el Centro y el Norte, el patriciado veneciano, genovés, florentino, milanés y el de cada una de las numerosas signorias bajomedievales y renacentistas (los Gonzaga de Mantua, los Malatesta y Estensi de Ferrara, etc.), incluido el encumbramiento social de los condottieri. En la Edad Contemporánea la nobleza italiana se fue conformando con la unificación del reino de Italia.

## Polonia y Lituania
La adopción heráldica (adopcja herbowa) fue, desde el siglo XIV, un método de ennoblecimiento. Para evitar abusos, desde el siglo XVI debía ser aprobada por el Parlamento (Sejm). De este modo se produjo la integración de cuarenta y siete boyardos lituanos y rutenos en la nobleza polaca (szlachta).

## Rusia
El acceso a la nobleza rusa hereditaria se estableció por cuatro vías: decisiones discrecionales del autócrata (el zar), alcanzar un cierto nivel, militar o civil, en servicio activo (establecidos en la tabla de rangos del Imperio ruso), ser recompensado con algún orden del Imperio ruso, o ser beneficiado por el reconocimiento de un antepasado prominente. Entre 1722 y 1845 la nobleza hereditaria se concedió a los oficiales militares que alcanzaban el rango decimocuarto, a los funcionarios civiles que alcanzaban el rango octavo y a cualquiera que obtuviera cualquier orden del Imperio ruso (excepto la Orden Virtuti Militari polaca).

## Culturas no europeas
- Nobleza islámica

A pesar del igualitarismo del Islam, se da una gran importancia en las sociedades musulmanas al prestigio que da ser de ascendencia árabe, y en particular a la tribu Quraysh y la familia banu Hashim, las del profeta Mahoma. La llamada sharaf al-'Arab, o nobleza árabe, y cualquier otra nobleza local de los territorios que se fueron incorporando al Imperio islámico, fue reemplazada por la pretensión de descender de la sangre del profeta.
- Nobleza en la India[82]

Tras el colapso final del Imperio moghul en 1857 y la proclamación del Imperio británico de la India, se mantuvieron y reconocieron muchos títulos de las antiguas tradiciones moghul e hindú, introduciéndose un sistema compuesto de honores que reconocía tanto esos como los propios de la tradición británica. La India fue la única colonia británica en que se confirieron títulos hereditarios británicos a súbditos sin antepasados europeos. En 1950, con la independencia de la India, todos los títulos y honores británicos se hicieron obsoletos en la nueva república, aunque continuaron siendo reconocidos en la metrópolis.
- Nobleza china[83]

Mientras que los conceptos de nobleza y monarquía hereditaria se remontan a épocas legendarias, lo que puede consiserarse un sistema asentado de nobleza se establece a partir de la dinastía Zhou, que se mantiene en lo esencial, con cambios y adiciones, en los siguientes milenios, aunque el contexto histórico evolucionó constantemente. El último sistema de títulos nobiliarios se estableció bajo la dinastía Qing. La República de China establecida en 1911 por la revolución Xinhai disolvió el sistema imperial, aunque el gobierno mantuvo títulos nobiliarios (como el del "duque" Yansheng). Aunque algunas familias nobles mantuvieron sus títulos y dignidades, las nuevas circunstancias políticas y económicas las llevaron a la decadencia. En la actualidad sólo unas pocas familias mantienen algún tipo de pretensión o reclamación de títulos nobiliarios, que casi universalmente están sin reconocer.
En el concepto chino de nobleza, la elevación y la degradación de rango puede ocurrir póstumamente. Así, por ejemplo, Guan Yu, que ostentaba en vida -durante la dinastía Han- el título de "marqués" de Han Shou (漢壽亭侯), durante la posterior dinastía Song fue elevado a "duque" Zhonghui (忠惠公), durante la dinastía Yuan fue elevado a "príncipe" de Xianling Yiyong Wu'an Yingji (顯靈義勇武安英濟王) y, por último, durante la dinastía Ming fue a la vez beatificado y elevado a la categoría imperial como "el santo emperador Guan, el gran dios que subyuga a los demonios de los tres mundos y cuyo pavor se extiende lejos y mueve el cielo" (三界伏魔大神威遠震天尊關聖帝君), mientras que en la cultura popular se le deificaba como dios de la prosperidad, el comercio, la guerra y la policía.
- Nobleza japonesa.

Se ha considerado que la japonesa fue la civilización no europea que desarrolló formaciones sociales históricas más similares al feudalismo (el llamado "feudalismo japonés"). Kabane (姓) era el sistema de más de treinta títulos hereditarios diferentes que marcaban el rango social en el Japón medieval: ason (朝臣), omi (臣), muraji (連), miyatsuko (造), kimi (君), atai (値), fubi (史 -"escriba"-), agatanushi (県主), suguri (村主 -"jefe de la ciudad"-), etc; se dividían entre los que pretendían descender del linaje imperial (皇別, kōbetsu) y los que pretendían descender de los dioses (神別, shinbetsu). Otros términos vinculados al sistema nobiliario japonés son daimyo, kuge -de entre sus miembros, se distinguen los dojo, a los que se permitía sentarse en el suelo junto al emperador, de los jige,- uji (Anexo:Clanes de Japón), samurai, bushido, etc. Kazoku era el sistema de títulos hereditarios, equiparados a las nomenclaturas europeas, que se fijó tras la revolución Meiji (1869). Una ley de 1959 limita el número de "príncipes", "duques" y "marqueses" e impide crear nuevos títulos, excepto en caso de extinción de la línea sucesoria de alguno ya existente  (ko, khosaku, haku, hakushaku, shi, shishaku, dan, danshaku). El título de "príncipe" (ko) fue concedido a la familia Tokugawa (el antiguo shogun) y a las cinco familias de regentes (go-seike): Konoe, Takatsukasa, Kujo, Ichijo y Nijo.
- La nobleza africana se diferencia de la europea en su ausencia de relación con la posesión de la tierra, que en la europea es determinante, dado su origen feudal, rasgo ajeno a la historia africana.[91]
- El acceso a la nobleza de Tonga se confiere por prerrogativa de los reyes de Tonga, aunque tal práctica parece haber entrado en desuso; no se ha creado ningún título hereditario desde Carlota Tupou III (1918-1965).[92] No obstante, en julio de 2008, George Tupou V introdujo la práctica inédita de crear títulos de nobleza no hereditarios, conferidos a plebeyos nacionales o extranjeros por servicios prestados al país. Así se adjudicaron tres títulos, a los que se añadieron otros tres en diciembre de 2010, y otros dos en enero de 2011.[93]